# Алкмеон Кротонски
Алкмеон Кротонски (на старогръцки: Ἀλκμαίων Alkmaíōn, Alkmaion; на латински: Alcmaeo) е гръцки натурфилософ и лекар от късния VI и ранния V век пр.н.е.
Алкмеон произлиза от град Кротон, днешен Кротоне в Калабрия. Той е ученик на Питагор.
Алкмеон пише книга за своята натурфилософия със заглавие „За природата“ (Peri phýseōs), или според други източници „Учение за природата“ (Physikós lógos).